# Samuel Prescott
Pour les articles homonymes, voir Prescott.
Samuel Prescott, né le 19 août 1751 et mort vers 1777, est un patriote américain ayant participé à la Midnight Ride avec Paul Revere afin d'avertir les minutemen de l'arrivée des troupes britanniques pour les batailles de Lexington et Concord, au début de la guerre d'indépendance des États-Unis.